# Château de Shōryūji
Le château de Shōryūji (勝龍寺城, Shōryūji-jō) se trouve à Nagaokakyō, préfecture de Kyoto au Japon.

## Histoire
Le château est construit en 1339 par Hosokawa Yoriharu, un important commandant samouraï sous les ordres de Takauji Ashikaga, le fondateur du shogunat Ashikaga.
La zone autour du château est une position stratégique pour défendre Kyoto, la capitale du Japon à cette époque, des menaces occidentales. Durant la guerre d'Ōnin, le château est celui de l'alliance occidentale et est occupé par Iwanari Tomomichi, un daimyō du clan Miyoshi durant l'époque Sengoku. Le château tombe aux mains d'Oda Nobunaga en 1568 et est donné à Tadaoki Hosokawa qui l'occupe jusqu'en 1579. À la bataille de Yamazaki entre Toyotomi Hideyoshi et Akechi Mitsuhide, à peu près une semaine après que Mitsuhide a tué Nobunaga, le château sert de quartier général à Mitsuhide.

## Galerie

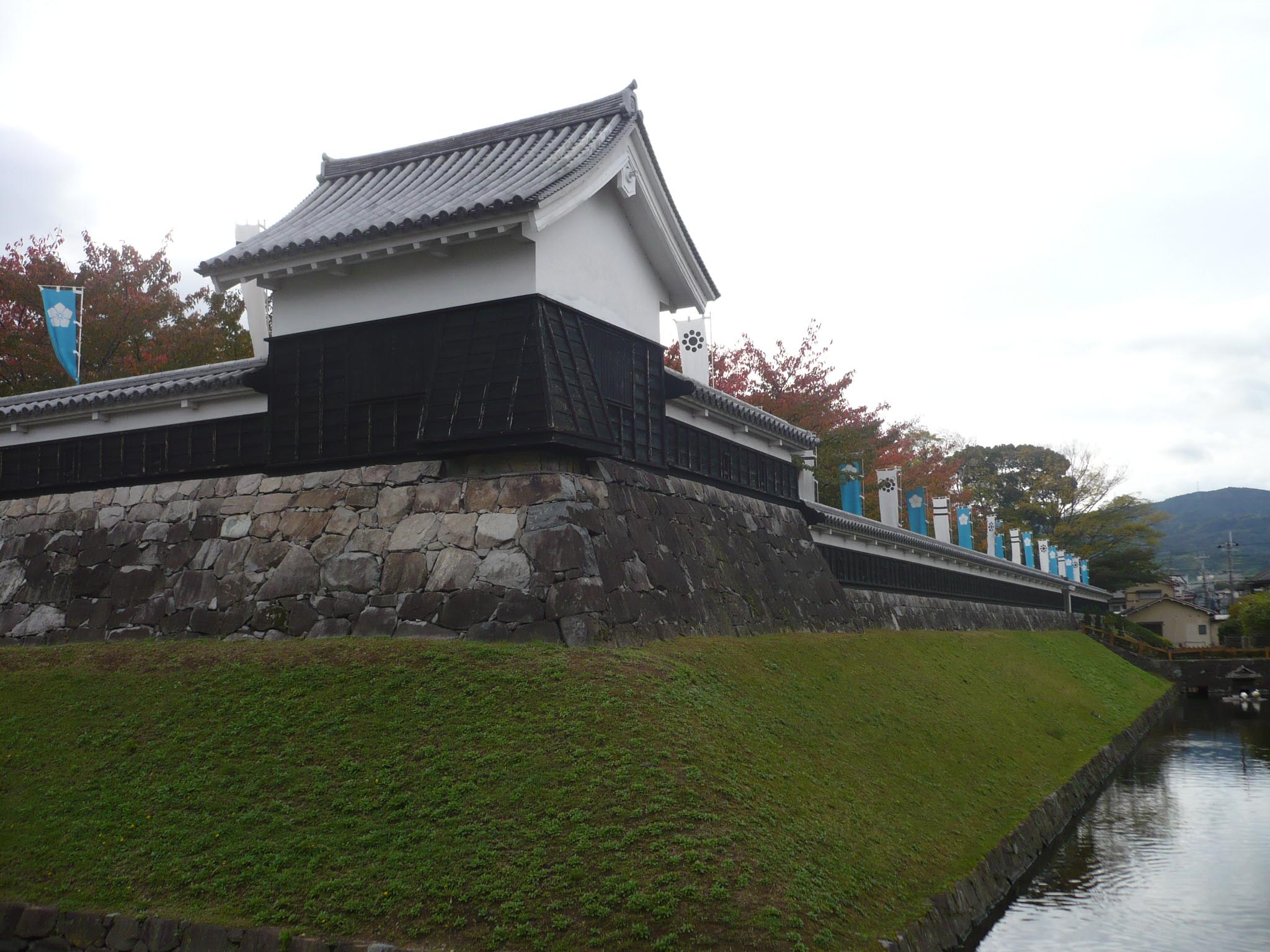
Le yagura et une douve.
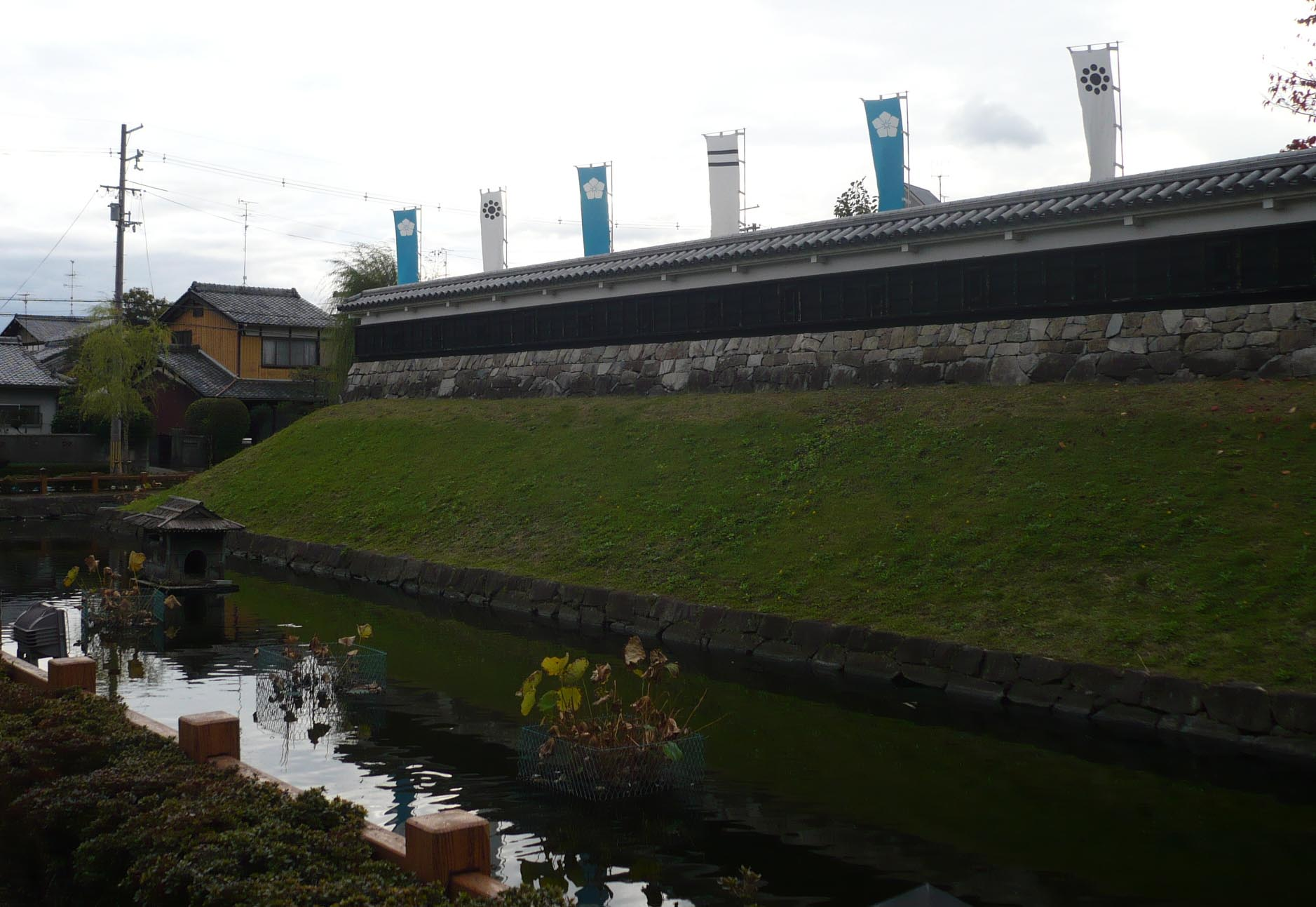
Vue de la douve.
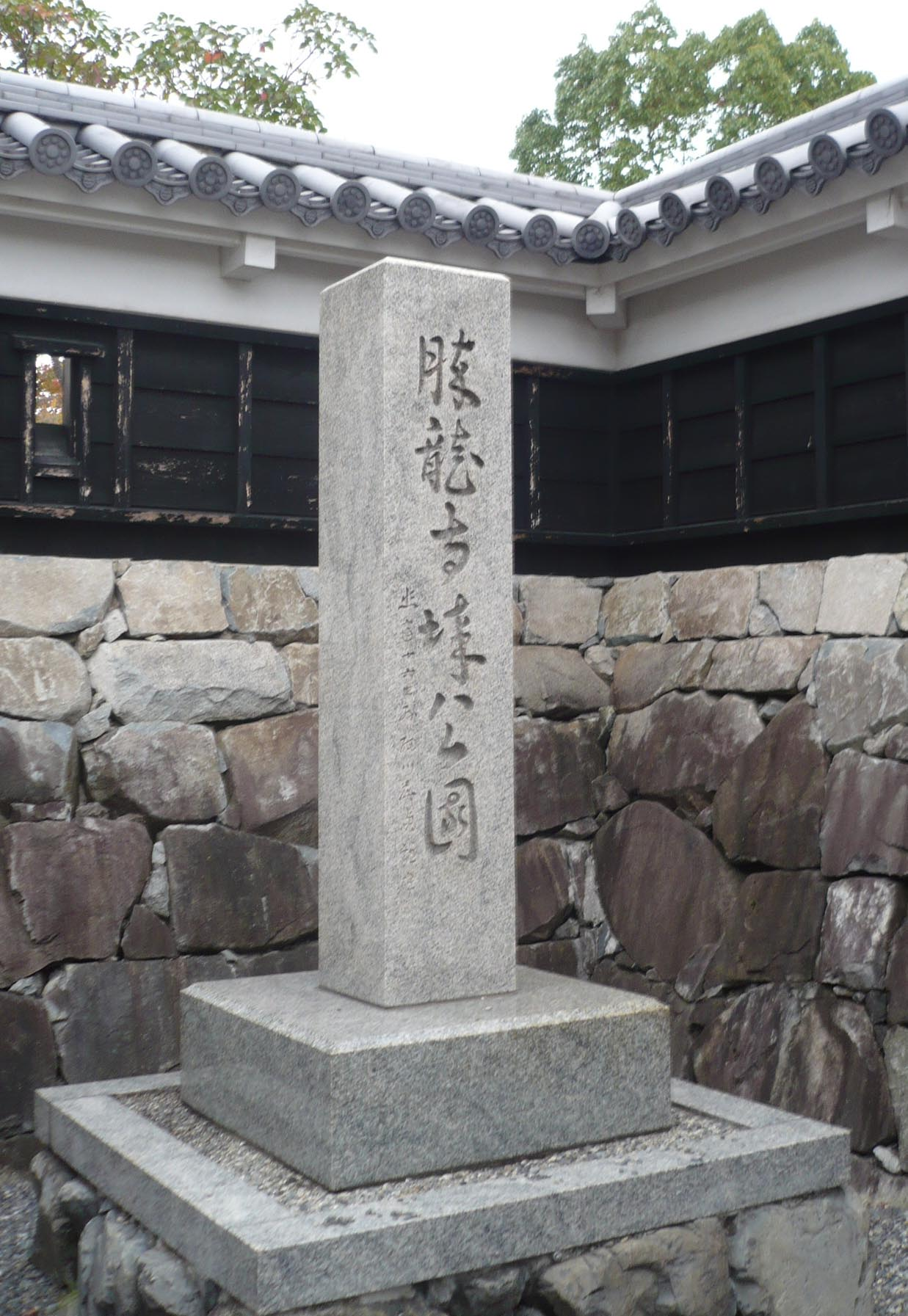
Stèle en pierre.
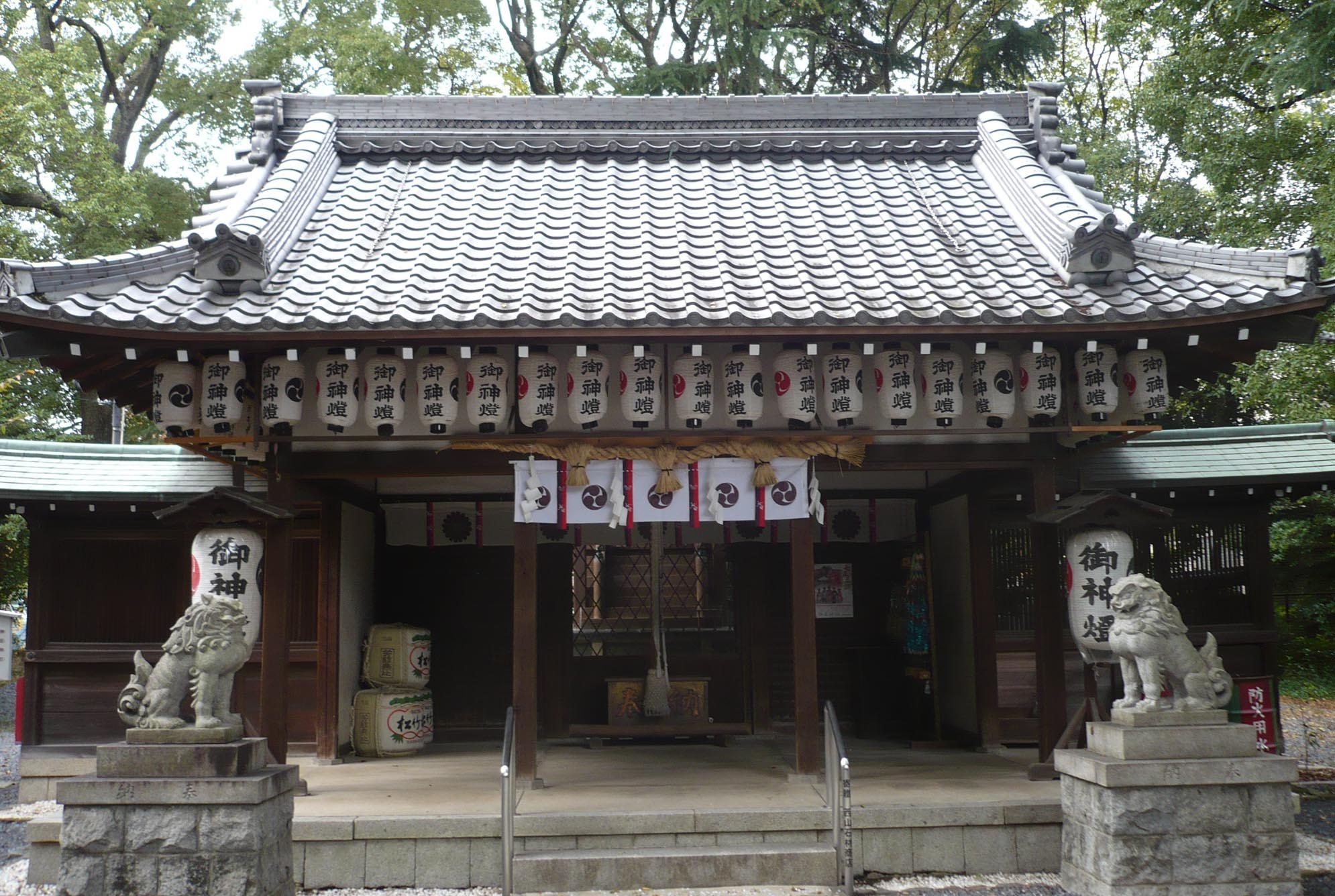
Sanctuaire.